# Бо (оружје)
Бо (јапански (棒: ぼう), joong bong (корејски), bang (кинески) ili kun (окинавски) је традиционално оружје са отока Окинава, али које се користило и у феудалном Јапану. Данас се ово оружје користи у окинавским борилачким вештинама, а у Јапану се такве вештине руковања бо оружје називају борилачком вештином боџутцу.
Традиционална дужина бо штапа је 180 цм. Поред овог оружја, у јапанским борилачким вештинама користи се још ђо (дужине 127 цм) и ханбо (дужине 90 цм).